# Yunnan Feihu
El Yunnan Feihu es un equipo de fútbol de China que juega en la Segunda Liga China, tercera división de fútbol en el país.

## Historia
Fue fundado en septiembre del año 2012 en la ciudad de Lijiang y en la temporada 2013 debuta en la Segunda Liga China.
Luego de 3 años en la segunda categoría sin buenos resultados, el club en la temporada 2016 consigue clasificar a la ronda de ascenso de la Segunda Liga China, logrando en campeonato de liga y el ascenso a la Primera Liga China por primera vez.

## Palmarés
- Segunda Liga China: 1

2016

## Nombres
- 2012–2016  Lijiang Jiayunhao F.C. 丽江嘉云昊[1]
- 2017–2018  Yunnan Lijiang F.C. 云南丽江[2]
- 2018-      Yunnan Feihu F.C. 云南飞虎[3]

## Entrenadores
- Niu Hongli (2013)
- Li Hu (2014)
- Wang Zheng (2015–2016)
- Zhang Biao (2016–)